# ヨーロッパ救急医学会
ヨーロッパ救急医学会（よーろっぱきゅうきゅういがくかい、European Society for Emergency Medicine、略称：EuSEM）は、ヨーロッパ各国の救急医により組織された学術団体。

## 概要
ヨーロッパ各国からの代表者により、1994年5月にロンドンで開催された国際救急医学カンファランス（International Emergency Medicine ）の会期中にヨーロッパ救急医学会（European Society for Emergency Medicine、略称：EuSEM）設立に向けた話し合いが行われた。準備会合を、1996年の世界救急災害医学学会（WADEM）の会期中にマインツ、ドイツにおいて開催し、第一回の学術集会 1st European Congress on Emergency Medicine をサンマリノ（サンマリノ共和国）で開催した。ヨーロッパの歴史と文化の多様性を反映して、隔年で開かれている学会（会議）は、各国の学会と同時に開催され、同じく隔年で開催される地中海救急医学会（Mediterranean Emergency Medicine Congress）と交互開催の形を取っている。正式加盟国は、オーストリア、ベルギー、クロアチア、チェコ共和国、デンマーク、エストニア、フィンランド、フランス、グルジア、ギリシャ、ハンガリー、アイルランド、イスラエル、イタリア、リトアニア、マルタ、オランダ、ポーランド、ポルトガル、ルーマニア、スロバキア、スペイン、スウェーデン、スイス、トルコ（団体としては２団体加盟）、英国である。

## 学術集会の開催
前述のように、多様な開催形態をとる。学術集会である European Congress on Emergency Medicine (ECEM)としては、第1回は1998年にサンマリノ、第2回は2002年にポルトロス（スロベニア）、2004年には、EuSEM 10周年記念シンポジウムを、プラハ（チェコ共和国）で開催した。第3回は2005年にルーヴェン（ベルギー）、第4回は2006年にクレタ島（ギリシャ)、第5回は、2008年にミュンヘン（ドイツ）、第6回は2010年にストックホルム（スウェーデン)、第7回は2012年にアンタルヤ（トルコ）、第8回は2014年にアムステルダム（オランダ、第9回は2015年にトリノ（イタリア）、第10回は2016年にウィーン（オーストリア）、第11回は2017年にアテネ（ギリシャ）、第12回は2018年にグラスゴー（英国）、第13回は2019年にプラハ（チェコ）で開催された。第14回は2020年にコペンハーゲン（デンマーク）で開催予定であったが、Covid-19のパンデミックにより、バーチャル学会として開催された。2021年はリスボン（ポルトガル）で開催予定である。
また、アメリカ救急医学会（American Academy of Emergency Medicine）と連携して地中海救急医学会を開催、地中海救急医学会は、第1回は2001年にストレーザ（イタリア）、第2回は2003年にシッチェス（スペイン）、第3回は2005年にニース（フランス）、第4回は2007年にソレント（イタリア）、第5回は2009年にバレンシア（スペイン）で、第6回が2011年、コス島（ギリシャ）で、第7回は2013年にマルセイユ（フランス）で開催された。第8回は2015年にローマ（イタリア）で開催された。